# 詩貝
詩貝（英語：SPEY）為蘇格蘭單一麥芽威士忌品牌，起源於1770年，由約翰哈維特（John Harvey）與羅伯哈維特（Robert Harvey）兩兄弟所創立，旗下酒廠為位於Speyside產區的詩貝釀酒廠，代表產品有總裁精選（Chairman’s Choice）、老波特桶（Tenné）、皇室精選（Royal Choice）等。

## 歷史沿革
- 1770年，約翰哈維特與羅伯哈維特創立愛丁堡哈維特釀酒家族。[1]
- 1856年，完成哈維特釀酒寶典，建立水源、原料、釀酒工序、與溼度、光線等品質控管標準。[3][4][5][6]
- 2010年，與查爾斯王子傳統藝術學院（Prince's School of Traditional Arts）合作，開啟亞洲藝術家贊助計畫。[7][8][9][10]
- 2011年，與英國歷史皇家宮殿組織 (Historic Royal Palaces)共同推出「皇室精選單一麥芽威士忌」，於英國女王旗下6個城堡販售:倫敦塔 (Tower of London)、漢普頓宮 (Hampton Court Palace )、國宴廳 (The Banqueting House)、肯辛頓宮 (Kensington Palace)、邱宮(Kew Palace)及希爾斯城堡(Hillsborough Castle)。[11][12][13]

## 外部連結
- SPEY 官方網站 （页面存档备份，存于）